# Kálmáncsa
Kálmáncsa es un pueblo ubicado en el distrito de Barcs, en el condado de Somogy, Hungría.

## Superficie
Posee una superficie de 48,85 kilómetros cuadrados.

## Demografía
Hasta 2019 la población era de 584 habitantes, con una densidad de población de 11,95 habitantes por kilómetro cuadrado.